# To Venus and Back
Albums de Tori Amos
From the Choirgirl Hotel
(1998) Strange Little Girls
(2001)
Singles
To Venus And Back (1999) (en français : « Aller-retour pour Venus ») est le cinquième album de la chanteuse auteur-compositeur-interprète Tori Amos. Il s'agit plus précisément d'un double album : le premier disque intitulé Venus : Orbiting contient onze nouvelles chansons ; le deuxième disque intitulé Venus Live : Still Orbiting contient treize titres live, enregistrés au cours du Plugged Tour 98, un an auparavant. 
 Cet album est dans la continuité avec son précédent album, très sombre et torturé From the Choirgirl Hotel. Toutefois, par rapport à son prédécesseur, il privilégie l'aspect électro-aérien au côté rock alternatif. Le piano est très en retrait au profil de synthétiseurs.
Très peu accessible au public, To Venus And Back a déçu les fans lors de sa sortie alors qu'il est reconnu aujourd'hui comme un excellent album. Avec cet album, Tori s'éloigne définitivement de ces premiers albums, laissant de côté ce qui a fait son succès : « la fille et son piano » au profit d'une Tori plus expérimentale.
To Venus And Back est sans doute l'album le plus expérimental parmi tous les albums de la chanteuse. Pour le second disque, il s'agit du premier album live (officiel) dans la carrière de Tori.

## Historique

### Origine du concept
Durant la tournée Plugged Tour 98, Tori Amos annonce à quelques journalistes que son prochain album serait un album live. Après quatre albums studio, Tori qui a déjà donné quelques centaines de concerts en quatre tournées internationales depuis le début de sa carrière solo, n'a jamais édité de concerts en CD, excepté quelques titres figurant en face-B sur quelques-uns de ses singles. À ce moment-là, Tori explique qu'elle ne se sent pas prête à se lancer dans de nouvelles chansons (son précédént album From the Choirgirl Hotel est sorti il y a à peine un an). De plus, elle a réalisé qu'avec l'avènement d'Internet, elle figurait parmi les artistes musicales les plus piratées. En effet, Tori donnant chaque soir un concert différent, proposant des set-list (liste des chansons) complètement différentes d'un concert sur l'autre, elle fait des fans, des « collectionneurs de concerts ». Tori en avait assez de la qualité médiocre des bootlegs venus illégalement. Parfois enregistrés par un simple dictaphone, certains concerts se vendent au prix d'un album officiel. Tori n'a jamais été contre que l'on enregistre ses concerts, il est d'ailleurs assez rare que les sacs des fans soient fouillés avant les concerts. En revanche, elle n'accepte pas que ces enregistrements soient vendus au prix fort. Tori Amos voulait qu'il existe au moins un album live officiel. Pour elle, le prochain album serait donc un enregistrement live de sa tournée Plugged Tour 98, tournée où elle est pour la première fois accompagnée de musiciens.
À la fin de tournée Plugged Tour, en décembre 1998, Tori décida qu'il serait bien d'ajouter à cet album live un deuxième disque de ce que les Who ont appelé des Odds and Sods (des petites bricoles), c'est-à-dire des face B. les Face-B, ces titres inédits qui ne figurent pas sur les albums studio mais sur les singles, tiennent une place importante dans la carrière de Tori Amos. En effet, on pourrait facilement créer trois albums studio simplement avec les face-B produites par la chanteuse, tellement son nombre est important. Ce second disque de Odds and Sods contiendrait des Face-B, des titres rares et quelques démos, pour rendre l'album plus spécial pour les fans. Lors d'un chat, accordé à American Online en janvier 1999, elle dit aux fans : « Nous rentrons en studio en février 1999, on va inclure la partie live dans le double disque… L'album va inclure des faces-B et quelques petits trucs que vous ne connaissez pas. Il y aura des chansons que j'avais gardé, d'autres que je n'avais pas eu le temps de finir. il y aura plein de choses dans cet album, il sortira à Noël 1999 et je ne sais pas comment il s'appellera ».

### Enregistrement
En février, Tori entre en studio pour enregistrer une nouvelle chanson comme un bonus pour les fans. Une chanson est devenue deux chansons, deux chansons sont devenues quatre, quatre chansons sont devenues huit. À la fin, elle avait assez de nouvelles chansons pour faire un nouvel album studio. Elle décida finalement d'abandonner l'idée d'un CD de faces-B pour le remplacer par un nouvel album studio composé entièrement de nouvelles chansons. « Quand la muse me traque, je commence à lui courir après » dit-elle à propos de cette inspiration inattendue.
To Venus And back sera donc un nouvel album studio à part entière. Il contiendra un disque de nouvelles chansons et une compilation live des meilleurs moments de sa précédente tournée Plugged Tour. les Face-B attendront ! « C'est devenu de plus en plus excitant car on ne savions pas du tout que nous étions en train de faire un nouvel album ».
Durant l'enregistrement du nouvel album, Tori décida d'expérimenter de nouvelles sonorités, plus électroniques. Dans le prolongement de sa transformation musicale amorcé par son précédent album From the Choirgirl Hotel, elle se détache nettement des nombreuses comparaisons que les journalistes font de sa musique avec celle de Kate Bush. Elle est maintenant reconnue comme une innovatrice. Un mois avant la sortie de To Venus And back, VH1 la situe à la 71e place dans sa liste des « 100 plus grandes femmes dans le rock & roll ».

### Promotion
Avant la sortie de l'album, le premier single Bliss commence à être diffusé en août 1999. La maison de disques Atlantic Records poursuit son ascension avec la diffusion sur Internet. Bliss devient le premier single publié par une major à être vendu via téléchargement, sur plusieurs sites Internet (et non plus uniquement sur le site du label). Mais le succès des sites de peer to peer offrant de la musique gratuitement, cette vente virtuelle fut un échec commercial : cinq mois après la mise en vente du single sur Internet, le single ne s'est vendu qu'à 1200 exemplaires. Le single sortira également dans le commerce en format physique
Pour la première fois, Tori Amos décide de partir en tournée aux États-Unis, avant la sortie du nouvel album. Elle demande alors à Alanis Morissette, en pleine promotion pour son album Supposed Former Infatuation Junkie, de la joindre sur scène pour une petite tournée américaine de 28 dates, le 5 ½ Weeks Tour, où les deux artistes se partagent la scène, chacune à leur tour. L'album To Venus And Back sort aux États-Unis le 20 septembre, quelques jours avant la fin de cette tournée. En comparaison avec ses précédents albums, les ventes ne sont pas excellentes. Pour la première fois, les singles se vendent moins bien que ceux issus de l'album précédent. Bliss entre péniblement dans les charts américains, 1000 Oceans et Glory Of the 80's ne sont même pas classés. Aujourd'hui, on explique le succès mitigé de cet album par le changement musical brutal de l'artiste et par le coût de l'album. En effet, le fait qu'il s'agisse d'un double album fait que le prix de l'album est bien plus cher qu'un disque simple.
Après le 5 ½ Weeks Tour, Tori repart en tournée, seule, le Dallas and Back Tour, qui est construit sur le même format que le Plugged Tour. Puis, sans doute en raison du départ de son guitariste Steve caton avec qui elle collabore depuis ses débuts, elle se produit en solo à partir d'octobre 99 jusqu'à la fin de l'année. Le dernier single Concertina sort le 8 février 2000.

## Liste des chansons
Toutes les chansons ont été écrites et composées par Tori Amos.
| 1. Bliss (3:42) 2. Juárez (3:48) 3. Concertina (3:56) 4. Glory Of The 80's (4:03) 5. Lust (3:54) 6. Suede (4:58) 7. Josephine (2:30) 8. Riot Poof (3:28) 9. Dātura (8:25) 10. Spring Haze (4:44) 11. 1000 Oceans (4:19) | 1. Precious Things (Live) (7:37) 2. Cruel (Live) (6:47) 3. Cornflake Girl (Live) (6:31) 4. Bells For Her (Live) (5:42) 5. Girl (Live) (4:15) 6. Cooling (Live) (5:09) 7. M. Zebra (Live) (1:17) 8. Cloud On My Tongue (Live) (4:58) 9. Sugar (Live Soundcheck) (5:10) 10. Little Earthquakes (Live) (7:37) 11. Space Dog (Live) (5:46) 12. Waitress (Live) (10:24) 13. Purple People (Live Soundcheck) (4:11) |

Pour les titres live :
- les titres Precious Things, Girl et Little Earthquakes apparaissent en version studio sur l'album Little Earthquakes ;
- les titres Cornflake Girl, Bells For Her, Cloud On My Tongue, Space Dog et Waitress (à l'origine The Waitress) apparaissent en version studio sur l'album Under the Pink ;
- le titre M. Zebra apparait en version studio sur l'album Boys for Pele ;
- le titre Cruel apparait en version studio sur l'album From the Choirgirl Hotel ;
- les titres Cooling et Purple People apparaissent en version studio sur le singles Spark ;
- le titre Sugar apparait en version studio sur le single China.

## Faces-B

### Faces-B Titreslive
| Titre                       | Durée | Single                                       | Compositeur   | Lieu et date du concert            | Version studio originale                              |
| --------------------------- | ----- | -------------------------------------------- | ------------- | ---------------------------------- | ----------------------------------------------------- |
| Hey Jupiter (live)          | 4:32  | Bliss (1999)                                 | Tori Amos     | Binghamton (11 novembre 1998)      | album Boys for Pele                                   |
| Upside Down (live)          | 5:47  | Bliss (1999)                                 | Tori Amos     | Binghamton (11 novembre 1998)      | single Silent All These Years                         |
| Baker Baker (live)          | 3:54  | 1000 Oceans (1999)                           | Tori Amos     | College Station (21 novembre 1998) | album Under the Pink                                  |
| Winter (live)               | 6:59  | 1000 Oceans (1999)                           | Tori Amos     | Columbus (21 novembre 1998)        | album Little Earthquakes                              |
| Famous Blue Raincoat (live) | 5:25  | Glory Of the 80's (1999) / Concertina (2000) | Leonard Cohen | Santa Barbara (20 septembre 1998)  | compilation Tower of Song: the Songs of Leonard Cohen |
| Twinkle (live)              | 2:48  | Glory Of the 80's (1999) / Concertina (2000) | Tori Amos     | Santa Barbara (20 septembre 1998)  | album Boys for Pele                                   |

Pour la première fois, les face-B issus des singles sont exclusivement des titres live. Le titre Zero Point qui apparaitra plus tard dans le coffret A Piano : The Collection en 2006 est le seul titre studio composé à cette époque n'apparaissant pas sur l'album. il avait en effet été écarté de l'album en raison de sa durée (8:56), l'album comportant déjà un titre long (Dātura). Dans les remerciements figurant dans le livret de l'album, il est indique Zero Point - your time is coming (Zero Point, ton heure viendra)

## Crédits album
Les numéros correspondent aux numéros des titres de l'album studio (Venus Orbiting).
- Chant : Tori Amos
- Piano Bösendorfer : Tori Amos (1,2,5,6,7,9,10,11)
- Synthétiseurs : Tori Amos (1,2,3,6,8,9,10)
- Guitare acoustique : Steve Caton (4)
- Guitare électrique : Steve Caton (1,3,4,5,6,7,8,9,10,11)
- Guitare basse : Jon Evans (1,2,3,4,5,6,7,8,9,10,11)
- Batterie : Matt Chamberlain (1,2,3,4,6,7,8,9,10,11)
- Percussions : Matt Chamberlain (2,4)
- Programmation : Andy-Mental Wicked-Gray (1,2,3,4,5,6,8,9,10,11)
- Programmation Batterie additionnelle : Andy-Mental Wicked-Gray (6,8,9)

- Enregistrement : Mark Hawley, Marcel Van Limbeek
- Mixage : Mark Hawley, Marcel Van Limbeek
- Assistant Enregistrement & Mixage : Rob Van Tuin
- Technicien piano : Trevor Lowe
- Directeur de projet : John Witherspoon (US), Natalie Caplan (UK)
- Design graphiste : Brenda Rotheiser, Richard Bates
- Photographie : Loren Haynes, Rob Van Tuin
- Mastering : Jon Astley
- Producteurs : Tori Amos
- Management : Arthur Spivak